# Cielo & tierra
Cielo & tierra es el quinto álbum del cantante argentino Manuel Wirzt. Fue grabado en Los Ángeles y publicado por el sello EMI en 1996.
Este disco consolida la popularidad de Wirzt, fundamentalmente gracias a la canción "Hoy te necesito".
El álbum fue certificado Disco de Oro y Disco de Platino en la Argentina. Fue presentado en agosto de 1996 con dos funciones a lleno total en el Teatro Ópera, uno de los más importantes de Buenos Aires.

## Historia
Tras el éxito de "Magia", Manuel Wirzt recién volverá a estudios en 1996 para grabar su quinto trabajo, que se llamará "Cielo & tierra".  
En este disco, que por primera vez graba íntegramente en Los Ángeles, vuelve a contar con la producción de su socio y coautor Alberto Lucas, Juan "Pollo" Raffo en los arreglos y asociarán a la producción al ingeniero Gustavo Borner.
El álbum fue grabado en American Recording (Calabasas, California), Brooklin Recording Studio (Los Ángeles, California) y Rusk Sound Studios (Hollywood, California). El ingeniero de grabación fue Gustavo Borner, con los ingenieros adicionales Patrick Trasher, Ronnie Rivera, Jill Stan Tengan y Jeff Isaac.
Fue mezclado en Rusk Sound Studios (Hollywood, California) y Cornerstone Recorders (Chatsworth, California), con Gustavo Borner como ingeniero de mezcla, con Irl Sanders y Eric Greedy como asistentes. La masterización se realizó en Tower Mastering (Capitol Records, Hollywood, California) por Wally Traugott. 
Este nuevo CD volverá a tener un hit en la televisión y en los rankings de las radios FM de todo el país, la balada "Hoy te necesito", que cuenta con un videoclip dirigido por Eduardo Montes. 
"Cielo & tierra" fue certificado Disco de Oro y Disco de Platino en la Argentina. Fue presentado en agosto de 1996 con dos funciones a lleno total en el Teatro Ópera, uno de los más importantes de Buenos Aires.

## Lista de canciones
| N.º | Título          | Autores y compositores                    | Duración |
| --- | --------------- | ----------------------------------------- | -------- |
| 1.  | Hoy Te Necesito | Manuel Wirzt                              | 4.47     |
| 2.. | Al Final        | Alberto Lucas / Manuel Wirzt / Juan Raffo | 3.19     |
| 3.  | Dame            | Manuel Wirzt / Alberto Lucas / Juan Raffo | 4.25     |
| 4.  | Frente A Mí     | Alberto Lucas                             | 3.22     |
| 5.  | La Chica Ideal  | Alberto Lucas                             | 2.27     |
| 6.  | Puedes Venir    | Manuel Wirzt                              | 4.05     |
| 7.  | Sin Tu Amor     | Manuel Wirzt / Alberto Lucas              | 2.58     |
| 8.  | No Quieras Huir | Manuel Wirzt                              | 4.23     |
| 9.  | Ya Vas A Ver    | Manuel Wirzt                              | 3.30     |
| 10. | Mañana          | Alberto Lucas                             | 4.01     |

## Músicos
- Manuel Wirzt - voz.
- Juan "Pollo" Raffo - arreglos y dirección musical; teclados y programación de máquinas.
- Abraham Laboriel - bajo.
- Jimmy Johnson - bajo en "Mañana".
- Paul Dourge - bajo en "Puedes venir", "Sin tu amor" y "Ya vas a ver".
- John Robinson - batería.
- Michael Thompson - guitarra.
- Paul Jackson Jr. - guitarra en "Dame", "Frente a mí" y "La chica ideal".
- Luis Conte - percusión.
- Jerry Hey - trompeta.
- Gary Grant - trompeta.
- William Reichenbach - trombón.
- Dan Higgins - saxo.
- Warren Hamm - armónica.
- Leyla Hoyle - coros.
- Gisa Vatky - coros.
- Kenny O'Brien - coros.
- Jessica Williams - coros gospel.
- Portia Griffin - coros gospel.
- Herman Jones - coros gospel.[3]

### Sección de cuerdas
- Primeros violines: Lenny Braus, Richard Stout, Barbara Williams, Cynthia Richards, Natalie Reed, Judy Rich, Melissa Lewis y Laura Bossert.
- Segundos violines: Tom Baron, Beverly Hansen, Janice Vincent, Rosalee Keddington, Karen Hughes y Becky Rogers.
- Violas: Leslie Harlow, Gwen Thornton, Chris McKellar, Joel Rosenberg, Cathy Manning y Mario Ortiz.
- Cellos: Ryan Selberg, James McWhorten, Ellon Bridger y Nicole Jackson.[3]